# Monte Hacho
Il Monte Hacho è una piccola collina spagnola alta 204 metri  sulla costa nord dell'Africa e sita nel territorio (politico) spagnolo di Ceuta.
Il monte Hacho si affaccia sul Mediterraneo nello Stretto di Gibilterra, opposto a Gibilterra e quindi alla Rocca di Gibilterra, riconosciuto da alcuni come Abila, una delle Colonne d'Ercole (altri pensano che sia Jebel Musa).
Il monte Hacho si trova nella piccola penisola sormontata dal forte, la Fortezza di Hacho, costruita dai Bizantini, poi passò sotto diversi dominatori prima di passare dal Portogallo alla Spagna. Ora vi ha sede un distaccamento dell'Esercito spagnolo. Il monte Hacho ospita un convento fondato da Ermita de San Antonio e un monumento dedicato a Francisco Franco che fece partire la Guerra civile spagnola nel Marocco spagnolo nel 1936.